# Андор (ТВ серија)
Андор (енгл. Andor) је америчка стриминг телевизијска серија чији је творац Тони Гилрој за стриминг услугу Disney+. Представља преднаставак филма Одметник-1: Прича Ратова звезда, која прати лика Касијана Андора пет година пре догађаја из филма. Серију продуцира Lucasfilm.
Дијего Луна је извршни продуценти и репризира улогу Касијана Андора из филма Одметник-1. Остале улоге чине Стелан Скарсгорд, Адрија Архона, Фиона Шо, Дениз Гов, Кајл Солер и Женевјеј О'Рајли. Lucasfilm је почео развој бројних играних серија франшизе Ратови звезда за стриминг услуге Disney+ од фебруара 2018, са серијом која се фокусира на Андора која је најављена тог новембра, заједно са учешћем Луне и запошљавањем Стивена Шифа као шоуранера. Шиф је замењен са ко-писцем филма Одметник-1 Гилројем као творцем и шоуранером у априлу 2020. Снимање је почело крајем новембра 2020. у Лондону, са Гилројем неспособним да режира како је било планирано због пандемије ковида 19. Завршено је у септембру 2021. године.
Прве три епизоде серије су објављене 21. септембра 2022. године. Друга сезона серије тренутно је у фази развоја.

## Радња
Постављена пет година пре догађаја из филма Одметник-1: Прича Ратова звезда (2016), серија прати побуњеничког шпијун Касијана Андора, током формативних година побуњеника.